# ケンドール・ヒントン
ケンドール・ヒントン（英語: Kendall Hinton、1997年2月19日 – ）は、NFLのデンバー・ブロンコスに所属するアメリカンフットボールのワイドレシーバーである。ウェイクフォレスト大学ではカレッジフットボールチームでクォーターバック（QB）としてプレーしていた。2020年にドラフト外でブロンコスと契約した。ワイドレシーバーとして登録されていたが、2020年11月、COVID-19のため同チーム所属のQB全員が出場不可能となり、第12週のニューオーリンズ・セインツ戦ではヒントンがQBのポジションでプレーした。専業QBでない選手がQBとして有意な数のスナップを担当したのは、1965年のボルチモア・コルツ（当時）のトム・マット以来で55年ぶりのことであった。

## プロ入りまで

### 高校時代
ノースカロライナ州ダーラムのサザン・ダーラム高校のフットボールチームでクォーターバック（QB）をプレーした。2年次のシーズンはパスで2,700ヤード、25タッチダウン（TD）を記録した。ジュニアのシーズンにはパスで3,972ヤード、39TD、ランで1,183ヤード、13TDを記録し、3-AAチャンピオンシップのタイトルを獲得した。シニアのシーズンはパスで2,818ヤード、25TD、ランで933ヤード、14TDを記録した。

### 大学
ヒントンは247Sports、Rivals.com、ESPNから3つ星の評価を受けた。ウェイクフォレスト大学に進学し、カレッジフットボールでプレーすることとなった。
2015年、フレッシュマンとして9試合に出場、そのうち2試合で先発出場した。9試合で929ヤード、4TDを記録した。加えてランで390ヤードと7TDを記録した。
2016年のシーズン、開幕戦でラッシングTDを決めたが、第3週に負傷し以降の試合を欠場、レッドシャート扱いとなった。
2017年はジョン・ウォルフォードの控えクォーターバックを務め、399ヤード、4TDを記録した。
2018年シーズンは先発QBとしての活躍を期待されたが、チームの規則に違反し出場停止処分を受け、チームに復帰後はバックアップを任された。ラッシングで167ヤード、2TDを記録した。
2019年シーズンもウェイクフォレスト大学に残り、スロットレシーバーへとポジションを変更、73キャッチで1,001ヤード、4TDを記録した。
5シーズンにわたってTDを記録したチーム史上初の選手となった。

## NFL

### 2020年シーズン
2020年のNFLドラフトでは選ばれず、4月26日にドラフト外フリーエージェントとしてデンバー・ブロンコスと契約した。9月5日に放出され、11月4日にプラクティス・スクワッドとして再契約した。
2020年11月下旬、COVID-19パンデミックに対するプロトコルによりブロンコスのQB4人全員が第12週のニューオーリンズ・セインツ戦に出場する資格がないと判断された。ヒントンはワイドレシーバーとして登録されていたが、QBの経験を買われてチームの緊急クォーターバックオプションとしてアクティブロースターに昇格した。
セインツ戦では9回のパス試投を行い成功はタイトエンドのノア・ファントへの1回のみ、13ヤードの獲得にとどまった。試合は31-3でセインツの勝利となった。ヒントンはQBとしてオフェンスの全43スナップ中24スナップに関与した。
NFLのゲームにおいてQB以外のポジションの選手がQBとして有意な数のスナップをプレーしたのは、1965年のボルチモア・コルツのランニングバックトム・マット以来で55年ぶりとなった。この試合でヒントンが着用していたリストバンドは、プロフットボール殿堂に展示されることとなった。
この試合の翌週、プラクティス・スクワッドに戻された。
2021年1月4日、ブロンコスとリザーブ・フューチャー契約に合意した。

### 2021年シーズン
2021年8月31日、ヒントンはブロンコスから放出され、翌日プラクティス・スクワッドとして再契約した。9月14日にアクティブロスターに昇格した。
この年、ワイドレシーバーとして16試合に出場、1試合では先発を任された。第5週のピッツバーグ・スティラーズ戦ではキャリア初のタッチダウンパスをキャッチした。15キャッチで175ヤード、1TDの成績を残した。

## NFLでの成績
| 凡例・略称 | 凡例・略称         |
| ---------- | ------------------ |
| GP         | 出場試合数         |
| GS         | 先発出場数         |
| Rec        | パスレセプション   |
| Yds        | ヤード             |
| Avg        | 平均               |
| Lng        | 最長               |
| TD         | タッチダウン       |
| Ret        | リターン           |
| Cmp        | パス成功           |
| Att        | パス試投           |
| Pct        | パス成功率         |
| Int        | インターセプト     |
| Rtg        | レーティング       |
| Sck        | 被サック           |
| SchY       | 被サック喪失ヤード |

| 年   | チーム | ゲーム | ゲーム | レシービング | レシービング | レシービング | レシービング | レシービング | ラッシング | ラッシング | ラッシング | ラッシング | ラッシング | リターン | リターン | リターン | リターン | リターン | パッシング | パッシング | パッシング | パッシング | パッシング | パッシング | パッシング | パッシング | サック | サック |
| 年   | チーム | GP     | GS     | Rec          | Yds          | Avg          | Lng          | TD           | Att        | Yds        | Avg        | Lng        | TD         | Ret      | Yds      | Avg      | Lng      | TD       | Cmp        | Att        | Pct        | Yds        | Avg        | TD         | Int        | Rtg        | Sck    | SckY   |
| ---- | ------ | ------ | ------ | ------------ | ------------ | ------------ | ------------ | ------------ | ---------- | ---------- | ---------- | ---------- | ---------- | -------- | -------- | -------- | -------- | -------- | ---------- | ---------- | ---------- | ---------- | ---------- | ---------- | ---------- | ---------- | ------ | ------ |
| 2020 | DEN    | 1      | 1      | —            | —            | —            | —            | —            | 2          | 7          | 3.5        | 5          | 0          | —        | —        | —        | —        | —        | 1          | 9          | 11.1       | 13         | 1.4        | 0          | 2          | 0.0        | 1      | 1      |
| 2021 | DEN    | 16     | 1      | 15           | 175          | 11.7         | 40           | 1            | —          | —          | —          | —          | —          | 2        | 24       | 12.0     | 15       | 0        | 1          | 1          | 100.0      | 1          | 1.0        | 0          | 0          | 79.2       | 0      | 0      |
| 通算 | 通算   | 17     | 2      | 15           | 175          | 11.7         | 40           | 0            | 2          | 7          | 3.5        | 5          | 0          | 2        | 24       | 12.0     | 15       | 0        | 2          | 10         | 20.0       | 14         | 7.0        | 0          | 2          | 0.0        | 1      | 1      |